# Famille Bigot
Pour les articles homonymes, voir Bigot.
La famille Bigot ou Bigod est issue d'un modeste chevalier du duché de Normandie, qui grâce à la conquête normande de l'Angleterre s'éleva très haut dans le baronnage anglo-normand, et devint l'une des plus riches familles du Royaume d'Angleterre. Plusieurs de ses membres ont porté le titre de comte de Norfolk de 1141 à 1306.

## Origines
Les racines normandes des Bigot se trouvent dans le bocage virois, le pays boisé du sud-Bessin. Le premier Bigot mentionné dans les chroniques du Moyen Âge est Robert Bigot, un petit chevalier qui dénonce le complot de Guillaume Werlenc, le comte de Mortain, au duc Guillaume le Bâtard vers 1055. À la suite de cette dénonciation, Robert figure parmi les gardes du duc. Guillaume de Jumièges mentionne que ce Bigot était un cousin de Richard Goz, le vicomte d'Avranches. Il pourrait être le père de Roger Bigot.
Dans l'enquête sur le diocèse de Bayeux en 1133, il est mentionné qu'Hugues Bigot détient deux fiefs dans le Calvados : Savenay, aujourd'hui dans la commune de Courvaudon, et Les Loges, à 17 km à l'ouest de Courvaudon. Dans un vers de son Roman de Rou, Wace rapporte que les Bigot tiennent aussi les fiefs de Maltot et Canon, toujours dans le Calvados. Bien que beaucoup d'historiens actuels doutent de la fiabilité de son travail, cet auteur dit probablement la vérité. En effet, en tant que chanoine de la cathédrale de Bayeux, il était bien placé pour connaître les Bigot et leur situation. Par contre, Wace ignore le prénom du père d'Hugues Bigot, ce qui suggère que la famille est de faible importance en Normandie.
Bigot est un surnom qui vient d'un mot désignant un instrument à deux pièces, comme une pioche par exemple.

## Histoire et membres remarquables
Roger Bigot († 1107), lord de Framlingham et Belvoir, fut shérif du Norfolk dès 1069. Il est le primogéniteur de la famille en Angleterre. Vers 1064, il tient des terres dans le Calvados d'Odon de Conteville, l'évêque de Bayeux, demi-frère du duc Guillaume le Conquérant. À la suite de la conquête, il prend beaucoup d'importance et entre au service royal. En 1086, à la rédaction du Domesday Book, sa famille est devenue la quinzième plus riche famille baroniale d'Angleterre, et il est l'un des principaux barons d'Est-Anglie. On peut suspecter que s'il prend autant d'importance en Angleterre, c'est grâce au patronage d'Odon de Bayeux, son suzerain en Normandie. Un siècle plus tard, la famille sera devenue la cinquième plus riche du royaume.
Il participe à la rébellion de 1088 contre le roi d'Angleterre Guillaume le Roux, mais est pardonné à la suite de l'échec de la révolte. Il devient son sénéchal et l'un de ses familiers. Il est aussi shérif du Suffolk à deux périodes différentes. Sous le règne d'Henri Ier, il est aussi sénéchal ainsi que proche conseiller. Son fils aîné et héritier Guillaume Bigot († 1120), meurt dans le naufrage de la Blanche-Nef.
Son fils cadet Hugues Bigot († 1177), 1er comte de Norfolk, succède à son frère. Hugues est un personnage controversé de l'histoire de l'Angleterre. Il est parfois qualifié de « mouton noir », d' « homme à qui il ne faut pas faire confiance ». Il commence véritablement sa carrière en 1135, à la mort du roi Henri Ier, quand il jure sous serment que sur son lit de mort, celui-ci a choisi pour héritier Étienne de Blois et non sa propre fille, Mathilde l'Emperesse, comme il l'avait préparé les huit années précédentes. Il est récompensé en 1141 par le titre de comte de Norfolk. Durant la guerre civile, il participe à la bataille de Lincoln, mais est mis en fuite, et rejoint la cause de l'Emperesse. En 1173, il se joint à la révolte d'Henri le Jeune et de ses frères contre leur père Henri II. En 1174, il se soumet immédiatement quand il apprend qu'Henri II vient le combattre.
Son fils Roger († 1221), 2e comte de Norfolk, ne lui succède pas au titre de comte de Norfolk avant 1189 car sa belle-mère lui disputait l'héritage de son père pour ses demi-frères. Cette même année, Richard Cœur de Lion l'envoie en France en tant qu'ambassadeur. Il hérite aussi de son père la charge de sénéchal royal. Il participe aux négociations pour la libération de Richard, et après le retour du roi en Angleterre, il devient justiciar. Sous le règne de Jean, il est l'un des meneurs du parti des barons qui obtiennent l'établissement de la Magna Carta.
Roger et son fils et héritier Hugues († 1225), 3e comte de Norfolk, font partie des trente-cinq barons chargés de vérifier l'application de la charte par le roi. Ils sont tous les deux excommuniés par le pape en 1215 pour cette raison. Hugues épouse Maud, la fille de Guillaume le Maréchal, 1er comte de Pembroke.
Son fils aîné Roger († 1270), 4e comte de Norfolk, lui succède, mais n'hérite pas du titre de comte de Norfolk avant 1233. Après la mort sans héritier de ses oncles maternels, il obtient la charge de comte Maréchal en 1246. Avec son frère cadet Hugues, justiciar en chef (1258-1260), il joue un rôle important parmi le parti des barons qui cherchent à prendre le contrôle du gouvernement des mains du roi Henri III. Il assiste Simon de Montfort dans ce qui devient la seconde guerre des barons. Il meurt sans héritier, son titre passe à son neveu.
Roger († 1306), 5e comte de Norfolk, a quelques accrochages et bras de fer avec le roi Édouard Ier, ce qui conduisit l'historien William Stubbs à écrire que lui et Humphrey de Bohun était « des fils dégénérés de pères puissants ; meilleurs opportunistes que patriotes ». En 1302, alors sans enfant, il remet son titre au roi qui le lui rend en viager. Du coup, son frère John se trouve déshérité. À la mort de Roger, en 1306, son titre s'éteint et son patrimoine retourne à la couronne.

## Filiation
- Robert
× ?
  - Roger Bigot († 1107)
× Alice de Tosny
    - Guillaume († 1120)
    - Cécile, héritière de l'honneur de Belvoir
× Guillaume d'Aubigné dit Brito
    - Mathilde
× Guillaume d'Aubigny dit Pincerna
      - Guillaume (II) d'Aubigny, 1er comte d'Arundel
× Adélaïde de Louvain, ancienne reine consort d'Angleterre

    - Hugues Bigot († 1177), 1er comte de Norfolk
× Juliana de Vere († 1199)
× Gundreda, peut-être fille de Roger de Beaumont, 2e comte de Warwick
      - Roger († 1221), 2e comte de Norfolk
× Ida (de Tosny ?)
        - Alice († après 1214)
× Aubrey de Vere († 1214), 2e comte d'Oxford
        - Hugues Bigot († 1225), 3e comte de Norfolk
× Maud le Maréchal, fille de Guillaume le Maréchal
          - Isabelle
× (1) Gilbert (II) de Lacy ; × (2) John FitzGeoffrey
          - Roger († 1270), 4e comte de Norfolk
× Isabelle d'Écosse, fille du roi Guillaume le Lion
          - Hugues († 1266), justiciar d'Angleterre (1258-1260)
× Jeanne de Stuteville
            - Roger († 1306), 5e comte de Norfolk
× (1) Aline Basset ; × (2) Alice de Hainaut
            - Jean († après 1306)